# Pod Sadem

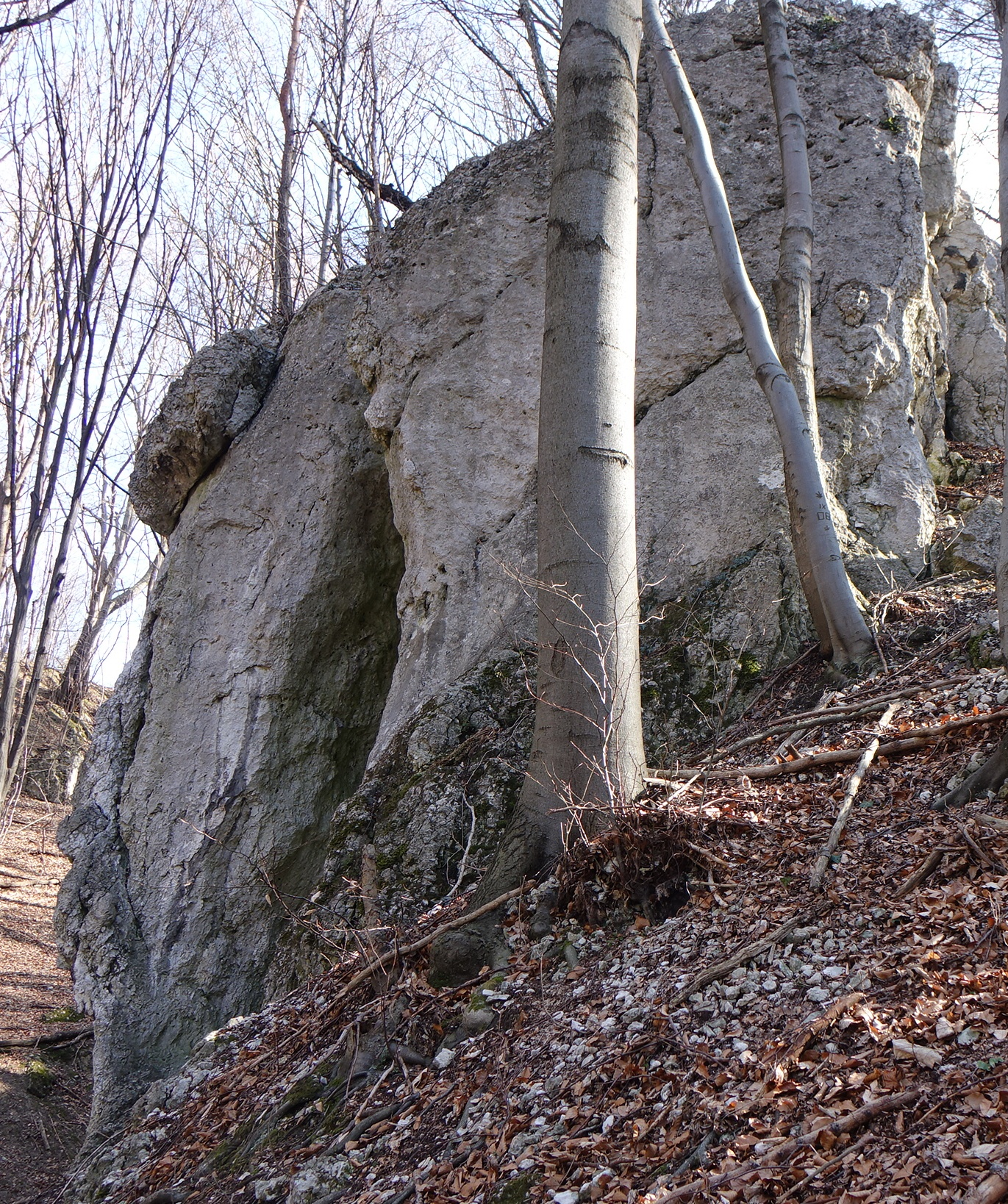
Skała Barykada przy dnie wąwozu

Pod Sadem – wąwóz będący lewym odgałęzieniem Doliny Będkowskiej na Wyżynie Olkuskiej. Opada z południowo-zachodniego krańca pól uprawnych miejscowości Będkowice w zachodnim kierunku do dolnej części Doliny Będkowskiej. Ma wylot pomiędzy Wąwozem Będkowickim a wąwozem Nad Szańcem, po północnej stronie willi „Szaniec”. Znajduje się w granicach wsi Będkowice w województwie małopolskim, w powiecie krakowskim, w gminie Wielka Wieś.
Wąwóz ma długość około 280 m. Jego górna część znajduje się w obrębie pól uprawnych, dolna, dłuższa, jest porośnięta lasem. Wąwóz zazwyczaj jest suchy. Na południowych (orograficznie lewych) zboczach nad dnem wąwozu znajduje się kilka skał. W kolejności od dołu do góry są to: Szaniec, Barykada i Skały nad Szańcem. Barykada jest obiektem wspinaczki skalnej, pozostałe nie zainteresowały wspianaczy. Pomiędzy wąwozem Pod Sadem a wąwozem Nad Szańcem znajdują się jeszcze inne skały. Największa z nich to Turnia nad Szańcem z Jaskinią nad Szańcem. W jednej z bezimiennych skałek jest Schronisko powyżej Jaskini nad Szańcem.